# Gazolatz
Gazolatz és una localitat i consell pertanyent al municipi de Zizur Zendea a Navarra. La localitat comptava amb 136 habitants el 2014 i d'ella destaquen l'Església de La nostra Senyora de la Purificació i la seu de l'Ajuntament de Zizur Zendea.
Està situat a 6 km de Pamplona, a una altura de 459 metres sobre el nivell de la mar i la seva extensió és de 450 hectàrees (4.5 km²).

## Història

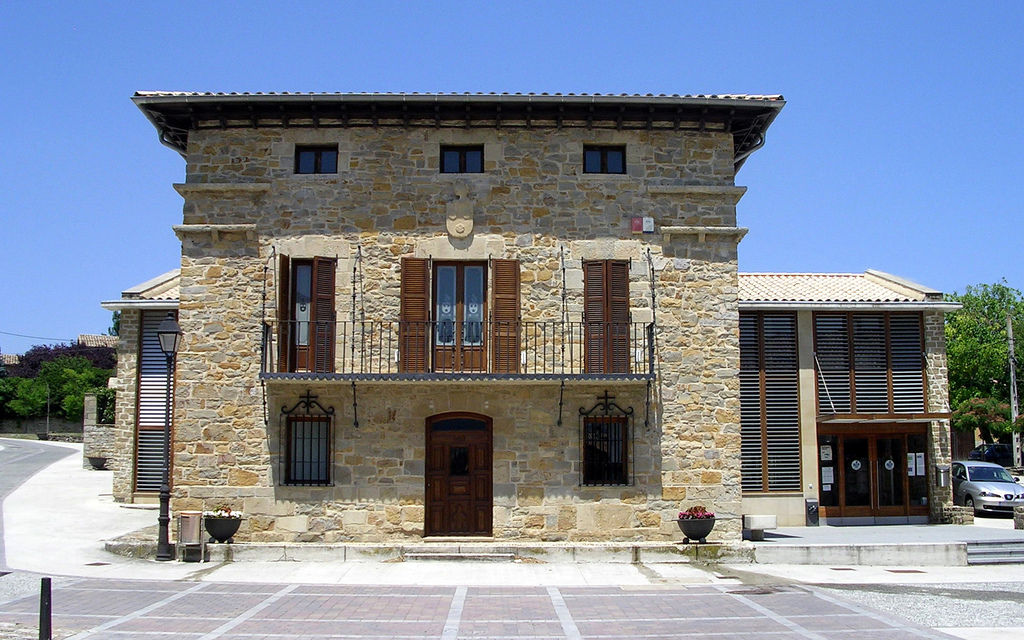
Ajuntament de la Zizur Zendea

La història documentada de Gazolatz comença al segle xi quan el nom de Gazolatz apareix per primera vegada esmentat en escrits de 1055 en ser nomenat Eximius de Gazolatz claver del Monestir de Leyre. En la primera meitat del segle xiii va ser aixecada la parròquia de La nostra Senyora de la Purificació, església romànica tardana. En aquesta mateixa època, Gazolatz va veure néixer al que seria bisbe de Pamplona Pedro Ximénez de Gazolatz (1242-1266).
Al lloc en el qual se situa l'actual cementiri, sobre un altell a l'oest del poble, existia una ermita del segle xvi avui totalment desapareguda dedicada a Sant Joan. Apareix en documents des de 1593. El 1796 el bisbe Igual de Sòria li va fer una visita i, donat l'estat d'abandó de l'ermita, va declarar el seu tancament fins que l'habilitessin prou com per a poder realitzar el culte de manera correcta.
El poble comptava amb un rierol format per una regata Guesal Erreca («séquia salada») coneguda com «Paternáin erreca». També està la denominada aigua del batueco: una deu d'aigua medicinal a la dreta del rierol que va a Iber. Així mateix, comptava amb la seva pròpia canyada procedent d'Iber, registrada el 1837 i desapareguda recentment.
Al segle xix comptava amb casa municipal que feia les vegades d'escola i presó, un cementiri i una ermita, així com fontS de bones aigües. Documenta l'existència de molí fariner, bones pastures, caça de perdius, llebres, llops i guineus, així com la pesca d'anguiles.
La seva Caixa Rural es va fundar el 1946. El 1933 es va construir el Frontó del poble i l'any 2006 va ser restaurat juntament amb les obres del nou asfaltat del nucli urbà i la renovació de xarxes i enllumenat públic.

## Monuments històrics
Destaca un conjunt compost per la casa parroquial, l'església de La nostra Senyora de la Purificació i l'atri a la Plaça del Consell. Aquest petit lloc constitueix un conjunt arquitectònic de sabor medieval. A Gazolatz hi ha a més algunes cases palaus, com la contigua a l'Ajuntament, amb porta dovellada de mig punt i galeria d'arcs en l'últim pis.

### La nostra Senyora de la Purificació

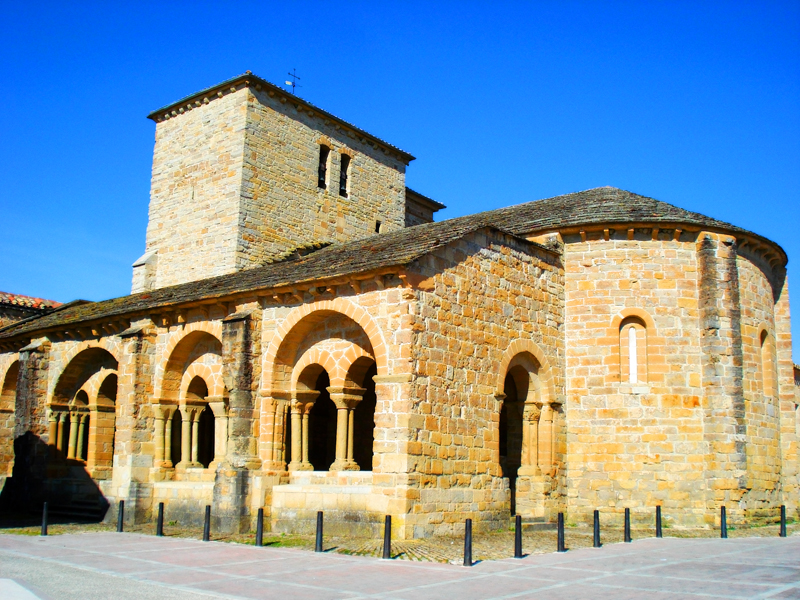
Església de Gazolatz

L'església de La nostra Senyora de la Purificació, és una església romànica de principis del segle xiii , declarada Bé d'Interès Cultural al juny de 1931, que forma un conjunt arquitectònic eclesiàstic singular, en comptar amb una galeria porticada única a Navarra. La seva construcció va ser realitzada pels arquitectes de l'Ordre de Sant Joan, possiblement ordenada per Pedro Ximénez de Gazolatz, o per la generositat del seu pare noble cavaller.
El més destacat d'aquest temple és l'atri, el qual està situat enfront de l'única porta del temple i és de transició des de l'art romànic fins al gòtic. Aquesta galeria porticada, juntament amb la d'Eusa, és única a Navarra i amb la de Armentia (Àlaba) són els exemplars més septentrionals d'aquesta forma arquitectònica típica de la zona de Sòria, Segòvia i la serra de la Demanda.

## Cultura

### Festes i esdeveniments
Les festes patronals se celebren el divendres, dissabte i diumenge més pròxims al 8 de setembre, dia de la Nativitat de La nostra Senyora. L'any 2010 van ser els dies 3, 4 i 5 de setembre. En els últims anys, la Societat Harraisko s'ha encarregat de l'organització de les festes.

## Toponímia
El nom de Gazolatz apareix ja en escrits de 1055, segle xi . El 1246 apareix escrit com "Gatçolatz", la qual cosa sembla indicar que prové de l'arrel basca "Gatz", que significa "sal", en referència a la deu i regata salobre situats al sud del poble al terme que es coneix avui com "la salera" — en basc "gesala" — a la qual s'afegeix la paraula "Olatz" que significa mallada. "Gazolatz" significa mallada de sal.
D'altra banda, el prestigiós historiador Julio Caro Baroja va arribar a proposar l'antropònim "Gozolas" que va ser nom d'un jueu de les Galies del segle v («Gozolas natione Iudaeus») com a origen del topònim. Més tard va rectificar.

## Economia
El consell de Gazolatz està a la vora de l'extinció tècnica a causa del seu deute inassumible de dos milions d'euros, derivada de la seva participació al Polígon de Serveis de Gazolatz. A data de maig de 2016, Gazolatz és el consell més endeutat de Navarra. El consell compta amb un pressupost anual de 35.000 euros.
El Polígon de Serveis de Gazolatz va començar la seva construcció el 2004 al costat de l'Autovia del Camí. La zona estava cridada a convertir-se en el principal nucli d'activitat econòmica de la Zizur Zendea, encara que els seus impulsors no contemplaven el desenvolupament complet a curt ni a mitjà termini.
És un polígon de 38,7 hectàrees amb parcel·les d'entre 3000 i 20.000 m². Aquesta zona estaria lligada a la innovació, la comercial, de serveis, oci, oficines, hostaler, emmagatzematge i distribució. Es va descartar, en qualsevol cas, l'activitat productiva i industrial donada la seva ubicació i la vocació de la zona.
Des del principi va ser projectada com a complement al desenvolupament de la zona de serveis prevista a Zizur Nagusia en el corredor econòmic induït per l'autovia. També estava cridada a completar l'estructura viària de l'entorn amb un nou accés des de l'autovia a través del pas superior que enllaça amb la carretera de Gazolatz i amb la de Galar.

## Política i administració

### Administració comunal
| Càrrec    | Nom                            | Partit polític    |
| --------- | ------------------------------ | ----------------- |
| President | Miguel Ángel Sanz Izco         | Mendikoa (A.E.M.) |
| Vocal     | María Victoria Equiza Escudero | Mendikoa (A.E.M.) |
| Vocal     | Verónica Lorca Fouteret        | Mendikoa (A.E.M.) |
| Vocal     | José Joaquín Equiza Escudero   | Mendikoa (A.E.M.) |
| Vocal     | Alicia María Narvaiz Sanz      | Mendikoa (A.E.M.) |

### Presidents del consell
Aquests han estat els últims presidents del consell de Gazolatz:
| Mandat    | Nom del President del consell    | Partit polític                   |
| --------- | -------------------------------- | -------------------------------- |
| 1991-1995 | Sagrari Izco Sanz                | Agrupació Electoral Gazólaz Unit |
| 1995-1999 | Martín Goñi Istúriz              | Agrupació Independent de Gazólaz |
| 1999-2003 | José Antonio Garciarena Martínez | Morea                            |
| 2003-2007 | Miguel Ángel Sanz Izco           | Independent                      |
| 2007-2011 | María Isabel Coloma Bilbatúa     | Nou Gazólaz                      |
| 2011-2015 | Juan Miguel Garciarena Martínez  | Nou Gazólaz                      |
| 2015-     | Miguel Ángel Sanz Izco           | Mendikoa (A.E.M.)                |

## Personatges il·lustres
- Pedro Ximénez de Gazolatz, bisbe de Pamplona de 1242 a 1266.[7]
- Patxi Izco, president número 21 del Club Atlètic Osasuna de 2002 a 2012.[48]

## Comunicacions
| Eskualdeko Hiri Garraioa/Transport Urbà Comarcal |   |
| Taxi Iruñerria                                   |   |
| Zona                                             | B |
| Estaciones                                       |   |